# Кубок ГДР по волейболу среди женщин
Кубок ГДР по волейболу среди женщин — ежегодное соревнование женских волейбольных команд ГДР. Проводился с 1953 по 1991 годы. Являлся вторым по значимости национальным волейбольным турниром после чемпионата страны. 
Вскоре после объединения Германии в 1991 году были также объединены волейбольные федерации ГДР и ФРГ в единый Немецкий волейбольный союз. В 1992 был проведён первый единый розыгрыш Кубка Германии.

## Победители
| - 1953 «Виссеншафт» Галле - 1954 «Фортшритт» Циттау - 1955 «Виссеншафт» Галле - 1956 «Виссеншафт» Галле - 1957 «Ротацьон» Лейпциг - 1958 «Ротацьон» Лейпциг - 1959 «Хеми» Галле - 1960 «Ротацьон» Лейпциг - 1961 «Ротацьон» Берлин - 1962 «Хеми» Галле - 1963 ТСК Берлин - 1964 «Динамо» Берлин - 1965 «Лейпциг» - 1966 «Динамо» Берлин - 1967 «Динамо» Берлин - 1968 «Динамо» Берлин - 1969 «Динамо» Мейссен - 1970 «Динамо» Мейссен - 1971 «Динамо» Мейссен - 1972 «Карл-Маркс-Уни» Лейпциг | - 1973 «Виссеншафт» Лейпциг - 1974 «Виссеншафт» Лейпциг - 1975 ВБК Берлин - 1976 ВБК Берлин - 1977 ВБК Берлин - 1978 ВБК Берлин - 1979 «Шверинер» Шверин - 1980 «Шверинер» Шверин - 1981 «Трактор» Шверин - 1982 «Трактор» Шверин - 1983 «Динамо» Берлин - 1984 «Динамо» Берлин - 1985 «Динамо» Берлин - 1986 «Динамо» Берлин - 1987 «Динамо» Берлин - 1988 «Трактор» Шверин - 1989 «Динамо» Берлин - 1990 «Трактор» Шверин - 1991 «Берлин» |